# Nord-Pas-de-Calais
Nord-Pas-de-Calais ou Norte-Passo-de-Calais (Designada por Norte-Pas-de-Calais pela União Europeia) foi uma das 26 regiões administrativas da França entre 1986 e 2015. Atualmente integra a região Altos da França.                                                                         
Até o século XVII, a história do Nord-Pas-de-Calais era em grande parte em comum com a história da Bélgica (os celtas Belgas durante a Antiguidade eram uma multidão de povos celtas do norte da  Gália), a de uma terra que “durante quase mil anos serviu de campo de batalha para toda a Europa”. A maior parte da região já fez parte da histórica Países Baixos do Sul, mas gradualmente tornou-se parte da França entre 1477 e 1678, especialmente durante o reinado do rei Luís XIV. As históricas Províncias francesas que precederam Nord-Pas-de-Calais são Artois, Flandres Francesa, Hainaut Francesa (parte da Hainaut e Flandres está no Reino da Bélgica).